# تابوبيا
التابوبيا (الاسم العلمي: Tabebuia) هي جنس من النباتات تتبع الفصيلة البنيونية من رتبة الشفويات.

## أنواع التابوبيا
- تابوبيا إهليلجية
- تابوبيا بيضاء شاحبة
- تابوبيا ثنائية القنابات
- تابوبيا ذهبية
- تابوبيا غامضة
- تابوبيا متباينة الأوراق
- تابوبيا متطاولة
- تابوبيا متعددة الأشكال
- تابوبيا مخططة
- تابوبيا مسطحة الأزهار
- تابوبيا مغراء
- تابوبيا وردية
- تابوبيا تنينية الرأس

| - تابوبيا شاحبة - تابوبيا صلبة - تابوبيا مسننة - تابوبيا أليفة الكالسيوم - تابوبيا أنيقة - تابوبيا أورينوكوية - تابوبيا آسية الورق - تابوبيا باهامية - تابوبيا بسيطة الأوراق - تابوبيا بيضاء وردية - تابوبيا بيضوية - تابوبيا بيضوية الأوراق - تابوبيا حرشفية الأوراق | - تابوبيا خشنة الثمار - تابوبيا خطية - تابوبيا خمرية - تابوبيا رفيعة - تابوبيا رقيقة الثمار - تابوبيا سبخية - تابوبيا شعرية - تابوبيا صغيرة الأوراق - تابوبيا ضيقة الكأسية - تابوبيا عديدة الأزهار - تابوبيا عقدية - تابوبيا عنقودية - تابوبيا غلوكية | - تابوبيا كثيفة الأوراق - تابوبيا لامتساوية الساق - تابوبيا متعددة العروق - تابوبيا متغضنة الأزهار - تابوبيا مزدحمة - تابوبيا معرقة - تابوبيا مغبرة - تابوبيا مفلطحة الأوراق - تابوبيا ملتفة - تابوبيا مميزة - تابوبيا منتفخة - تابوبيا ناحلة الساق - تابوبيا نهرية |